# Tilmann Schillinger
Tilmann Schillinger (* 3. Mai 1966 in Ludwigshafen am Rhein) ist ein deutscher Schauspieler und Regisseur.
Tilmann Schillinger absolvierte seine Schauspielausbildung am Max Reinhardt Seminar in Wien und in Paris. Noch während des Studiums wurde er vom Burgtheater engagiert. Sein Traum, ein eigenes Theater zu gründen, setzte er nach einem weiteren Engagement am Stadttheater Gießen um. Dann folgte eine kurze, intensive Zeit als Hauptdarsteller in der Serie „Unter uns“. Hier spielte er den witzigen und vor allem trottligen, jungen Hausmeister, der zwar handwerklerisch begabt war, aber bei fast allen anderen Dingen versagte. Nach zwei Jahren stieg Tilmann Schillinger aus der Serie aus. Er spielte wieder Theater und begann auch selbst zu inszenieren, unter anderem „Die Zauberflöte“ von Mozart mit dem „Theatre of Eternal Values“ in New York. Als Regisseur arbeitete er fortan für diverse Fernsehserien.

## Regie
- Ahornallee
- Unter uns
- Verbotene Liebe
- Herzflimmern
- Das Frauenimperium (Pilotfilm)